# Hell No (Leave Home)
A Hell No (Leave Home) Monica amerikai énekesnő negyedik, utolsó kislemeze az ötödik, The Makings of Me című stúdióalbumáról. A dalban Twista rappel. 2007. május 14-én küldték el az amerikai rádióadóknak.

## Számlista
CD kislemez (promó)
1. Hell No (Leave Home) (Radio Edit) – 4:36
2. Hell No (Leave Home) (Radio Edit without Rap) – 3:19
3. Hell No (Leave Home) (Instrumental) – 4:49
4. Hell No (Leave Home) (Call Out Hook) – 0:17

## Helyezések
| Slágerlista (2007)                  | Legmagasabb helyezés |
| ----------------------------------- | -------------------- |
| USA Billboard Hot R&B/Hip-Hop Songs | 114                  |